# Jakub Wocial
Jakub Wocial (ur. 18 lutego 1986 w Warszawie) – polski aktor musicalowy, wokalista.

## Życiorys
W 2004 założył niezależny Teatr Palladium Stage, w którym zagrał m.in. tytułową rolę w kameralnej inscenizacji musicalu Upiora w operze. Na scenie zawodowej zadebiutował w 2005 w warszawskim Teatrze Muzycznym Roma, wcielając się w postać Herberta z musicalu Taniec wampirów Romana Polańskiego. W 2006 brał udział w nagraniu albumu ze ścieżką dźwiękową z musicalu, który dwa lata później zdobył tytuł platynowej płyty. Do 2011 występował w niemieckiej wersji tego spektaklu w Theater des Westens (Berlin), Metronom Theater (Oberhausen) i Palladium Theater (Stuttgart), gdzie grał także w spektaklu Rebecca.
Występował także jako Monsieur Reyer i Andre w musicalu Upiór w Operze w Operze i Filharmonii Podlaskiej. Od 2011 w Teatrze Rampa w Warszawie organizuje koncerty Broadway Street, a we wrześniu 2012 został kierownikiem artystycznym tego teatru. Stworzył projekty musicalowe, takie jak: Broadway Street – The show (2011) i Musicalove (2014). Od 2013 pierwszy z projektów prezentowany jest cyklicznie, również w Teatrze Polskim w Bielsku-Białej. 4 października 2014 odbyła się polska prapremiera musicalu w reż. Wociala Prześliczna Wiolonczelistka, opartego na muzyce zespołu Skaldowie do libretta Kingi Piechnik. Od października 2014 występował w musicalu Jonathana Larsona Rent w reż. Jakuba Szydłowskiego. 18 lutego 2015 zaprezentował projekt The Best of Andrew Lloyd Webber, którego był inicjatorem. 30 października 2015 w Rampie odbyła się premiera spektaklu pt. Rapsodia z Demonem, opartego na przebojach zespołu Queen. Miesiąc później rozpoczął w Teatrze Polskim w Warszawie cykl koncertów pt. Broadway Exclusive, w którym prezentuje premierowe utwory musicalowe w aranżacjach Jana Stokłosy i wykonaniu zespołu muzyków pod jego kierownictwem.

## Teatr
- Kopciuszek (2004, reż. Dariusz Gabryelewicz) – Książę
- Chłopcy z Placu Broni (2005, reż. Dariusz Sikorski) Teatr na Woli – Młodszy Pastor
- Taniec wampirów (2005, reż. Cornelius Baltus / opieka artystyczna Roman Polański) Teatr Muzyczny Roma - Herbert
- The Phantom of the Opera. Small Production (2006, reż. Jakub Wocial) Teatr Palladium Stage - Upiór
- Tanz der Vampire (2006, reż. Roman Polański) Theater des Westens w Berlinie, Zespół. Herbert / Profesor Abronsius (obsada alternatywna)
- Tanz der Vampire (2008, reż. Roman Polański) Metronom Theater w Oberhausen, Swing, Nightmare Solo 2. Herbert / Profesor Abronsius (obsada alternatywna)
- Tanz der Vampire (2010, reż. Roman Polański) Palladium Theater w Stuttgarcie, Swing, Nightmare Solo 1 oraz 2, Herbert (obsada alternatywna)
- Broadway Street – the Show (2011, reż. Jakub Wocial) Teatr Rampa w Warszawie, Teatr Polski w Bielsku Białej
- Rebecca (2011, reż. Francesca Zambello) Palladium Theater w Stuttgarcie, Swing. Ben / Frith / Robert (obsada alternatywna)
- Broadway Street – The Show (2011, reż. Jakub Wocial, choreografia (2011-2013) Natalia Wojciechowska, (2013-2014) Santiago Bello Labrador) Teatr Rampa w Warszawie, Teatr Polski w Bielsku Białej
- Upiór w Operze (2013, reż. Wojciech Kępczyński) Opera i Filharmonia Podlaska, Monsieur Reyer / Monsieur André.
- Jerry Springer – The Opera (2013, reż. Jan Klata) Teatr Muzyczny Capitol we Wrocławiu, Tremont / Anioł Gabriel
- MusicaLove (2014, reż. Jakub Wocial, choreografia: Santiago Bello Labrador, współpraca reż. Magdalena Depczyk) Teatr Rampa w Warszawie
- Rent (2014, reż. Jakub Szydłowski, kier. muzyczne Tomasz Filipczak, choreografia: Santiago Bello Labrador) Teatr Rampa w Warszawie, produkcja, Mark Cohen
- Prześliczna wiolonczelistka (2014, reż. Jakub Wocial, choreografia Santiago Bello Labrador) CK Katowice, musical-komedia oparta na muzyce Andrzeja Zielińskiego (SKALDOWIE), z librettem Kingi Piechnik
- The Lord największych musicali Broadwayu muzyka Andrew Lloyd Webbera (2015, reż. Jakub Wocial, kier. muzyczne Tomasz Filipczak, choreografia Santiago Bello Labrador) Teatr Rampa/TOUR
- Rapsodia z Demonem (2015, reż. Michel Driesse, scenariusz Katarzyna Kraińska, kier. muzyczne Jan Stokłosa, choreografia Santiago Bello Labrador) Teatr Rampa w Warszawie - Mistrz Balamis, Erwin
- Broadway Exclusive (2015, scenariusz i reż. Jakub Wocial, kier. muzyczne Jan Stokłosa, choreografia Santiago Bello Labrador) Teatr Polski w Warszawie/TOUR
- Jesus Christ Superstar (2016, inscenizacja Jakub Wocial, kier. muzyczne Tomasz Filipczak, choreografia Santiago Bello Labrador) Teatr Rampa, produkcja, Jesus. The RUG Ltd.
- Jesus Christ Superstar Revival (2017, inscenizacja Jakub Wocial, kier. muzyczne Tomasz Filipczak, choreografia Santiago Bello Labrador) Teatr Rampa, produkcja, Jesus. The RUG Ltd.
- Kobiety na skraju załamania nerwowego (Women On The Verge Of A Nervous Breakdown, 2017, inscenizacja Jakub Wocial & Santiago Bello, reżyseria Dominika Łakomska, kier. muzyczne Jan Stokłosa, choreografia Santiago Bello Labrador) Teatr Rampa, produkcja. MTI.
- Les Misérables (2017, reżyseria Zbigniew Macias) Teatr Muzyczny w Łodzi - Jean Valjean. Cameron Mackintosh Ltd.
- Jesus Christ Superstar Revival (2018, inscenizacja Jakub Wocial, kier. muzyczne Jan Stokłosa, choreografia Santiago Bello Labrador) Teatr Rampa, produkcja, Jesus. The RUG Ltd.
- Twist and Shout (2018, inscenizacja i choreografia Santiago Bello, kier. muzyczne Jan Stokłosa) Teatr Rampa, produkcja, Sierżant Pepper
- The Best of Broadway – koncert z udziałem Ramina Karimloo (2018, inscenizacja Jakub Wocial, kier. muzyczne Jan Stokłosa) Teatr Polski w Warszawie, produkcja, Broadway w Polsce
- Jesus Christ Superstar Revival (2019, inscenizacja Jakub Wocial, kier. muzyczne Jan Stokłosa, choreografia Santiago Bello Labrador) Teatr Rampa, produkcja, Jesus. The RUG Ltd.
- Upiór w operze Revival (2019, reż. Wojciech Kępczyński) Opera i Filharmonia Podlaska, Monsieur Reyer / Monsieur André.
- Ostatnia Syrena (2019, reż. Michał Walczak) Klub Niebo. Produkcja Muzeum Powstania Warszawskiego w Warszawie. Doktor Plama
- Ghosting. Stan ducha (2019, reż. Jakub Wocial) Mała Warszawa.[3]
- Jesus Christ Superstar (2020, inscenizacja Jakub Wocial, kier. muzyczne Jan Stokłosa, choreografia Santiago Bello Labrador) Opera i Filharmonia Podlaska Centrum Europejskie im. Stanisława Moniuszki, produkcja, Jesus. The RUG Ltd.
- Miasto zarazy (2020, reż. Michał Walczak) Film. Produkcja Muzeum Powstania Warszawskiego w Warszawie. Doktor Plaga
- Tanz der Vampire (2021, reż. Roman Polański, Cornelius Baltus, choreografia Dennis Callahan) Stage Palladium Theatre, Herbert. Stage Entertainment
- Jesus Christ Superstar (2022, reżyseria i inscenizacja Eric Peterson) Opera w Wuppertalu, rola Judasza.
- Tanz der Vampire 25th Anniversary! (2022, reż. Roman Polański, Cornelius Baltus, choreografia Dennis Callahan) Stage Palladium Theatre, Professor Abronsius. Stage Entertainment
- Jesus Christ Superstar (2024, inscenizacja Jakub Wocial, kier. muzyczne Jan Stokłosa, choreografia Santiago Bello Labrador) Broadway w Polsce, Krakowski Teatr Variete, Teatr Rampa w Warszawie produkcja, Jezus, Judasz, Jesus. The RUG Ltd.
- Kolekcjoner butów (2024, reżyseria Edyta Duda-Olechowska) rola Kolekcjonera
- RENT (2024, inscenizacja i reżyseria Jakub Wocial, reżyseria i choreografia Santiago Bello, kier. muz. Marta Zalewska) Krakowski Teatr Variete, MTI Ltd. rola Rogera
- Jesus Christ Superstar in Concert (2025, inscenizacja Doris Marlis, kier. muz. Marcos Padotzke) Capitol Theater, Mannheim, rola Jezusa

## Dubbing
- Sophie the first (2014)
- Violetta (2014)
- Doc McStuffins (2014, 2015)
- LEGO (2015)
- Cyberpunk 2077 (2020)

## Dyskografia
- Taniec Wampirów - soundtrack z musicalu Taniec Wampirów (TM ROMA w Warszawie)
- Rebecca - soundtrack z musicalu Rebecca (PALLADIUM THEATER w Stuttgarcie)
- Dream of Broadway solowy album (BROADWAY W POLSCE)
- Planety solowy album (BROADWAY W POLSCE)